# Pro Evolution Soccer 2012
Pro Evolution Soccer 2012 (skraćeno: PES 12) naslov je igre iz serijala video-igara Pro Evolution Soccer, japanskog proizvođača Konamija.
PES 2012 je jedanaesta igra u PES serijalu. U prethodne tri godine na omotu igre se nalazio Lionel Mesi, da bi ga u PES 2012 zamenio Kristijano Ronaldo. U japanskoj verziji Šindži Kagava je zamenio Lionela Mesija. Na području SAD-a i Latinske Amerike omot igre krase brazilska zvezda u usponu Nejmar i Kristijano Ronaldo. Kao i prethodnih godina, licencirane su UEFA Liga šampiona, Liga Evrope i Super kup Evrope, kao takmičenja iz Evrope, i Kopa Libertadores, kao takmičenje iz Južne Amerike.

## Osobine igre
Razvojni tim Konami, se koncentrisao na sređivanje grešaka iz prethodne verzije. Novina jeste da se može kontrolisati drugi igrač, kada je u pitanju njegova kretnja, ili kod prekida ili izvođenja auta.
Velike probleme u prethodim verzijama Konami je imao sa sudijama .U PES 2012 taj problem je gotovo rešen. Sudije poštuju pravilo prednosti, sviranje prekršaja ukoliko bi igrač izgbio loptu kao posledica faula. Igra odbramdbenih fudbalera je dosta usavršena, tako da više nije moguće lako prolaziti sa najboljim napadačima pored defanzivaca kao da su čunjevi. Na posebno dugme se lako oduzima lopta protivniku. Golmani su takođe napredovali, kao i sama igra.
Kada je reč o veštačkoj inteligenciji, sada je moguća kretnja AI igrača bez lopte, tako da mu se može uputiti kvalitetna lopta.
Pre finalne verzije igre, izašle su dve demo verzije. Prva je izašla 24. avgusta, a druga 12. septembra.

## Licence

### Lige
Lige sa licencom:
- Liga 1
- Eredivizija
- La Liga

Lige bez licence:
- (Premijer liga)
- (Serija A)
- (Liga ZON Sagres)

### Međunarodna takmičenja
Evropa:
- UEFA Liga šampiona
- UEFA Liga Evrope
- UEFA Superkup

Južna Amerika:
- Kopa Libertadores

### Klubovi

#### Engleska (Premijer liga)
Licencirani:
- FK Mančester Junajted
- FK Totenhem Hotspur

Nelicencirani:
- FK Arsenal (North London)
- FK Aston Vila (West Midlands Village)
- FK Blekburn rovers (Lancashire)
- FK Bolton vonderers (Middlebrook)
- FK Čelzi (London FC)
- FK Everton (Merseyside Blue)
- FK Fulam (West London White)
- FK Liverpul (Merseyside Red)
- FK Mančester Siti (Man Blue)
- FK Njukasl junajted (Tyneside)
- FK Norič siti (Northluck C)
- FK Kvins park rendžers (North West London)
- FK Stouk siti (The Potteries)
- FK Sanderlend (Wearside)
- FK Svonsi siti (Swearcle)
- FK Vest Bromvič albion (West Midlands Stripes)
- FK Vigan atletik (Lancashire Athletic)
- FK Vulverhempton vonderersi (Wolves)

#### Španija (Primera)
- FK Atletik Bilbao
- FK Atletiko Madrid
- FK Espanjol
- FK Barselona
- FK Hetafe
- FK Granada
- FK Levante
- FK Malaga
- FK Majorka
- FK Osasuna
- FK Rajo Valjekano
- FK Real Betis
- FK Rasing Santander
- FK Real Madrid
- FK Real Sosijedad
- FK Sevilja
- FK Real Sporting Hihon
- FK Valensija
- FK Viljareal
- FK Real Saragosa

#### Italija (Serija A)
- FK Atalanta
- FK Bolonja
- FK Kaljari
- FK Katanija
- FK Čezena
- FK Kjevo Verona
- FK Fjorentina
- FK Đenova
- FK Internacionale Milano
- FK Juventus
- FK Lacio
- FK Leče
- FK Milan
- FK Napoli
- FK Novara
- FK Palermo
- FK Parma
- FK Roma
- FK Sijena
- FK Udineze

#### Francuska (Liga 1)
- FK Ažaksio
- FK Okser
- FK Žiroden Bordo
- FK Stad Brest 29
- FK Kaen
- FK Dižon
- FK Evijan Galar
- FK Lil
- FK Lorjan
- FK Olimpik Lion
- FK Olimpik Marsej
- FK Monpelje
- FK Nansi
- FK Nica
- FK Pari Sen Žermen
- FK Stad Ren
- FK Sošo
- FK Sent Etjen
- FK Tuluza
- FK Valensjen

#### Portugal (Liga ZON Sargres)
Licencirani:
- FK Benfika
- FK Porto
- FK Sporting Lisabon

Nelicencirani:
- FK Akademika (Artalcao)
- FK Beira-Mar (Befmaxao)
- FK Braga (Bresigne)
- FK Feirense (Forceilho)
- FK Žil Visente (Gavorence)
- FK Maritimo (Maseadeira)
- FK Nasional (Nardimcol)
- FK Olhanense (Osquancha)
- FK Pakoš Fereira (Podefteza)
- FK Leirija (Uqueidol)
- FK Rio Ave (Rovaneche)
- FK Vitorija Gimaraeš (Visicutao)
- FK Vitorija Setubal (Verfolcao)

#### Holandija (Eredivizija)
- FK ADO Den Hag
- FK Ajaks
- FK AZ Alkmar
- FK SBV Ekselsior
- FK Fajenord
- FK De Grafšap
- FK Groningen
- FK Herenven
- FK Herakles Almelo
- FK NAK Breda
- FK NEC Najmegen
- FK PSV Ajndhoven
- FK RKC Valvijk
- Roda JC Kerkrade
- FK Tvente
- FK Utreht
- FK Vitese
- FK VVV Venlo

#### Ostali (Evropa)
Zadržani:
- FK Dinamo Zagreb
- FK Sparta Prag
- FK Kopenhagen
- HJK Helsinki
- FK Bajern Minhen
- FK AEK Atina
- FK Olimpijakos
- FK Panatinaikos
- FK PAOK Solun
- FK Rozenborg
- FK Rubin Kazanj
- FK Zenit Sankt Peterburg
- FK Seltik
- FK Glazgov Rendžers
- FK AIK
- FK Bazel
- FK Bešiktaš
- FK Fenerbahče
- FK Galatasaraj
- FK Šahtar Donjeck
- FK Dinamo Kijev

Ubačeni:
- FK Genk
- FK Standard Lijež
- FK Bajer Leverkuzen
- FK Visla Krakov
- FK Ocelul Galaci
- FK CSKA Moskva
- FK Trabzonspor

Izbačeni:
- FK Klub Briž
- FK Verder Bremen
- FK Dinamo Bukurešt
- FK Kluž
- FK Unirea Urzičeni
- FK Spartak Moskva
- FK Crvena zvezda
- FK Slavija Prag

#### Ostali (Južna Amerika)
- FK Boka juniors
- FK River Plejt

#### Kopa Libertadores

##### Argentina
- FK Argentinos juniors
- FK Estudijantes
- FK Velez
- FK Godoj Kruz
- FK Independijente

##### Bolivija
- FK Horhe Vilsterman
- FK Orijente Petrolero
- Klub Bolivar

##### Brazil
- FK Gremio Porto Alegre
- FK Santos
- FK Fluminense
- FK Kruzeiro
- FK Korintijans
- FK Internasional

##### Čile
- FK Univerzidad katolika
- FK Kolo Kolo
- FK Union espanjola

##### Kolumbija
- FK Atletiko hunior
- FK Onse Kaldas
- FK Deportes Tolima

##### Ekvador
- FK LDU Kito
- FK Emelek
- FK Deportivo Kito

##### Paragvaj
- FK Libertad
- FK Huarani
- FK Sero Portenjo

##### Peru
- FK Univerzidad San Martin
- FK Leon de Huanuko
- FK Alijanza Lima

##### Urugvaj
- FK Penjarol
- FK Nasional
- FK Liverpul

##### Venecuela
- FK Karakas
- FK Deportivo Tahira
- FK Deportivo Petare

##### Meksiko
- Klub Amerika
- FK San Luiz
- FK Jaguars Čijapas

### Reprezentacije

#### Evropa
Licencirane:
- Hrvatska
- Češka Republika
- Engleska
- Francuska
- Nemačka
- Grčka
- Republika Irska
- Italija
- Holandija
- Severna Irska
- Portugal
- Škotska
- Španija
- Švedska
- Turska

Nelicencirane:
Bez lažnih imena igrača:
- Austrija
- Belgija
- Bugarska
- Danska
- Finska
- Mađarska
- Izrael
- Norveška
- Poljska
- Rumunija
- Rusija
- Slovenija
- Švajcarska

Sa lažnim imenima igrača:
- Bosna i Hercegovina
- Crna Gora
- Srbija
- Slovačka
- Ukrajina
- Vels

#### Afrika
Licencirane:
- Gana

Nelicencirane:
Bez lažnih imena igrača:
- Kamerun
- Obala Slonovače
- Egipat
- Južnoafrička Republika

Sa lažnim imenima igrača:
- Angola
- Alžir
- Gvineja
- Mali
- Maroko
- Nigeria
- Senegal
- Togo
- Tunis

#### Amerika
U igri nema licenciranih američkih reprezentacija.

##### Severna Amerika
Bez lažnih imena igrača:
- Kostarika
- Panama

Sa lažnim imenima igrača:
- Kanada
- Meksiko
- Sjedinjene Američke Države
- Honduras

##### Južna Amerika
Bez lažnih imena igrača:
- Argentina
- Bolivija
- Brazil
- Ekvador
- Kolumbija
- Peru
- Urugvaj
- Čile

Sa lažnim imenima igrača:
- Venecuela
- Paragvaj

#### Azija i Okeanija
Licencirane:
- Australija
- Južna Koreja
- Japan

Nelicencirane:
Bez lažnih imena igrača:
- Novi Zeland

Sa lažnihžm imenima igrača:
- Bahrein
- Kina
- Severna Koreja
- Ujedinjeni Arapski Emirati
- Iran
- Irak
- Jordan
- Kuvajt
- Katar
- Sirija
- Tajland
- Uzbekistan
- Saudijska Arabija

#### Klasik timovi
Klasik timovi se otključavaju u PES šopu. Čine ih najbolji penzionisani fudbaleri navedenih reprezentacija.
- Klasik Argentina
- Klasik Brazil
- Klasik Engleska
- Klasik Francuska
- Klasik Holandija
- Klasik Italija
- Klasik Nemačka

## Modovi

### Prijateljska utakmica
Igrač može da odiga pojedinačnu utakmicu sa timovima koje želi, na kom stadionu želi sa podešavanjem vremena igranja, lopte, produžetaka ( 2 x 15 min ) i penala.

### UEFA Liga šampiona

#### Prijateljska utakmica
Igrač može da odigra prijateljsku utakmicu u ambijentu UEFA Lige šampiona, ali može da upotrebljava samo klubove.

#### Takmičenje
Igrač započinje takmičenje sa klubom koji ne može da menja. Igra se završava kada igrač ispadne iz takmičenja.

### Kopa Libertadores

#### Prijateljska utakmica
Igrač može da odigra prijateljsku utakmicu u ambijentu Kope Libertadores. Moguće je upotrebljavati samo klubove iz Južne Amerike.

#### Takmičenje
Igrač započinje takmičenje i igra dok ne ispadne.

### Football life (Fudbalski život)

#### Master liga
Igrač započinje igru kao menadžer jednog od evropskih ili ostalih timova iz Južne Amerike. Ovaj mod omogućava igraču da da u svoju ekipu dovodi fudbalere, zapošljava kadar stručnog štaba, ulaže novac i osvaja titule. Igra se ne završava ukoliko igrač ispadne iz nekog takmičenja, već se nastavlja iz sezone u sezonu počevši od sezone 2011/2012. Da bi igrao sa pravim igračima postojećih klubova, igrač tu opciju mora da otključa u PES šopu za 100 PES poena (meč koji je dobijen vredi 10).

#### Postani legenda
Igrač započinje karijeru kao sedamaestogodišnjak u jednom od manjih klubova. Otvaraju mu se mogućnosti za usavršavanje, a nakon toga, ako se dovoljno usavrši, može da dobije poziv za nacionalni tim (ako njegova država ima nacionalni tim uvršćen u igru), ili transfer u veće klubove i u klubove za koje želi da igra. Nakon 35 godina igrač može da objavi povlačenje.

#### Šef kluba
Igrač u ovom modu postaje predsednik svog kluba. Ne može da menja taktike, ali može da investra u svoj klub i od njega pomoću velikih investicija napravi jedan od najboljih klubova na svetu. Ovaj mod potrebno je otključati u PES šopu za 100 PES poena.

### Liga/Kup
U ovom modu igrač započinje bez mogućnosti promene klubova igračima u modu "Liga" jednu od nacionalnih liga i kupova, a ukoliko klub koji je izabrao igra u evropskom takmičenju i to evropsko takmičenje, a u modu "Kup" jedno od nacionalnih takmičenja i to: Evrope, Azije i Okeanije (reprezentacije dva kontinenta takmiče se u istom prvenstvu), Afrike, Amerike (obe Amerike takmiče se u istom prvenstvu) i sveta.

### Edit mod
U ovom modu igrač može da uređuje ili kreira
1. Igrače: kreiranje; uređivanje izgleda, imena, natpisa na dresu postojećih igrača
2. Timove: uređivanje taktika, brojeva na dresu, domaćeg terena i podrške navijača (šablon) postojećih licenciranih ekipa, a i imena, dresova i grba nelicenciranih timova i timova iz PES lige. PES ligu čini 18 timova koje igrač može da uređuje.
3. Selekcija reprezentacija: igrač može da u reprezentacije uvršćuje fudbalere koji nisu do sada uvršćeni. Reprezentacija mora imati 23 igrača.
4. Transferi: menjanje klubova igračima. Klub može da ima maksimalno 32 igrača.
5. Liga: urađivanje grba i pravila liga i kupova koji nisu licencirani.
6. Struktura lige: igrač može da menja koji će timovi igrati u kojoj ligi.
7. Stadion: urađivanje stadiona koji nisu licencirani i kreacija 25 novih stadiona.
8. Može se iskoristiti i edit iz PES-a 2011, ukoliko je igra instalirana.

### Preko interneta
Mod omogućuje mečeve između 2 igrača preko servera. Ovako se mogu igrati i "Maser liga" mod i mod "Postani legenda".

### Zajednica
Mod koji omogućava igranje turnira između više osoba za istom konzolom (računarom).

## Spoljašnje veze
- „Official website Zvanični sajt”. Архивирано из оригинала 18. 08. 2016. г. Приступљено 12. 11. 2011.